# No te puedes esconder
No te puedes esconder es una serie de televisión de suspenso dramático estadounidense, producida por Telemundo Internacional Studios e Isla Audiovisual para Telemundo y Netflix en el 2019. La serie está filmada en España y México, tiene confirmados 10 episodios. Esta protagonizada por Blanca Soto y Eduardo Noriega. Se estrenó por Telemundo el 30 de septiembre de 2019 en sustitución de Preso No. 1, y finalizó el 11 de octubre del mismo año siendo reemplazado por la séptima temporada de El señor de los cielos; y en Netflix se lanzó el 24 de enero de 2020.

## Reparto
- Blanca Soto como Mónica Saldaña Boyero / Lidia
- Eduardo Noriega como Daniel Romero[9]
- Iván Sánchez como Alexander «Álex» Molina
- Maribel Verdú como Inspectora Laura Urrutia[9]
- Samantha Siqueiros como Natalia Saldaña Boyero / Amalia Sánchez Saldaña
- Peter Vives como Alberto Torres
- Patricia Guirado como Elizabeth «Eli» Molina
- Jorge Bosch como Velasco
- Pere Ponce como El Comisario
- Juan Caballero como Humberto
- Jordi Planas como Gabriel
- Plutarco Haza como Alejandro Sánchez
- Adrián Ladrón como Hugo
- Gabriel Porras como Carlos De la Cruz
- Julio Casados como Andrés
- Giuseppe Gamba como Diego
- Bárbara Goenaga como Ana
- Eduardo Trucco como Pete

## Producción
La serie se anunció en mayo de 2019 durante el Upfront de Telemundo para la temporada 2019-2020. La filmación de la serie duró 12 semanas, con 58 días hábiles, la producción tenía un presupuesto en la región de Madrid de 5 millones de euros para la contratación de 75 personas en el equipo artístico, 103 técnicos y varias empresas de servicios en la ciudad. Entre las locaciones de la ciudad de Madrid han estado presentes en Plaza de Callao, Gran Vía, Plaza de Santo Domingo, Plaza de Oriente y Puente de Segovia. La serie es producida por Telemundo Internacional Studios e Isla Audiovisual para Telemundo y Netflix. Está dirigida por Alejandro Bazzano, Álex de Pablo a cargo de la dirección de fotografía y Carlos Bodelón como director creativo.

## Audiencia
| Temporada | Horario (ET/CT)         | Episodios | Primera emisión          | Primera emisión      | Última emisión        | Última emisión       | Prom. de espectadores (millones) |
| Temporada | Horario (ET/CT)         | Episodios | Fecha                    | Audiencia (millones) | Fecha                 | Audiencia (millones) | Prom. de espectadores (millones) |
| --------- | ----------------------- | --------- | ------------------------ | -------------------- | --------------------- | -------------------- | -------------------------------- |
| 1         | lunes a viernes 10pm/9c | 10        | 30 de septiembre de 2019 | 0.89                 | 11 de octubre de 2019 | 0.82                 | 0.82                             |

## Episodios
| N.º | Título                  | Fecha de emisión original | Audiencia (millones) |
| --- | ----------------------- | ------------------------- | -------------------- |
| 1 | «La fuga»               | 30 de septiembre de 2019  | 0.89                 |
| Mónica Saldaña es una mujer de belleza descomunal que vive en Madrid junto a su hija Natalia, de 19 años. Mónica sostiene una relación amorosa con Álex Molina, un reconocido fotógrafo con una obsesión particular por la muerte. Por otro lado, Alberto Torres, un político envuelto en un escándalo, visita el lugar donde ha muerto su esposa luego de dos meses de desaparecida. La teniente Urrutia se hace cargo de la investigación policial del fallecimiento de esta mujer. Daniel Romero, un expolicía, es contratado para asesinar a Mónica. Su plan resulta fallido cuando un terrorista hace estallar la Plaza del Callao. Tras saber que su madre está a salvo de la explosión, Natalia es secuestrada por rusos.                                                          |                         |                           |                      |
| 2 | «La pista»              | 1 de octubre de 2019      | 0.79                 |
| Natalia intenta escapar de los rusos que la tienen apresada, pero es capturada nuevamente por uno de ellos. Preocupada por su hija, Mónica recurre a hablar con Eli, hija de Álex, al saber que ambas discutieron días atrás. Mónica está segura que Eli sabe más de lo que dice. Urrutia interroga a Alberto Torres, desvelando sus sospechas sobre su indirecta responsabilidad en su secuestro y posterior muerte de su esposa. Daniel huye del hospital luego del atentado en Madrid, dispuesto a cumplir su trabajo de deshacerse de Mónica. Se arrepiente de eliminarla en el último momento. |                         |                           |                      |
| 3 | «El tatuaje»            | 2 de octubre de 2019      | 0.69                 |
| Natalia graba un video presentándose, obligada por la red criminal rusa que tiene planes para ella. Daniel le agradece una vez más a Mónica por haberlo salvado de la explosión. Él está dispuesto a ayudarla a encontrar a Natalia. Álex y la inspectora Urrutia salen a tomar una copa. Daniel y Mónica ven una videograbación del último lugar donde Natalia pasó antes de desaparecer, percatándose que una camioneta cuyo conductor tiene en su mano un característico tatuaje la seguía discretamente. Ambos sospechan que ese hombre del tatuaje los llevará al paradero de Natalia. La policía encuentra una grabación que hizo Beatriz Prats, esposa de Alberto Torres, cuando ambos discutían sobre las relaciones que Torres sostenía con algunas adolescentes: Natalia y Eli. |                         |                           |                      |
| 4 | «Evidencias del crimen» | 3 de octubre de 2019      | 0.80                 |
| Alberto convence a Eli de no decir nada a las autoridades sobre lo que sabe acerca de Natalia. Álex y Urrutia se dejan llevar por sus instintos. Daniel es detenido por la policía. Mónica le paga al informante de Daniel para que le diga cuál es el bar donde puede encontrar al hombre del tatuaje. Se infiltra en una de las bodegas del bar y es capturada por las mismas personas que tienen a Natalia. |                         |                           |                      |
| 5 | «En peligro»            | 4 de octubre de 2019      | 0.79                 |
| Eli le cuenta a Alberto que está convencida en decir la verdad a la policía. Los mismos rusos que secuestraron a Natalia tienen a Mónica en sus manos. Álex escucha un mensaje de voz por parte de Daniel para que vaya a rescatar a Mónica al bar. Al llegar es capturado y encerrado junto a Mónica en una camioneta, siendo encañonados por los rusos. Alberto intenta arrollar a Eli con su vehículo, para apartarla del camino y que no diga una sola palabra. La teniente Urrutia aboga por Daniel para que sea liberado de los separos e ir al rescate de Mónica. Mónica y Álex son salvados gracias a Daniel y Álex, este último, dice haber hecho hablar a uno de los rusos. |                         |                           |                      |
| 6 | «La verdad»             | 7 de octubre de 2019      | 0.87                 |
| Urrutia y su compañero visitan a Eli en su casa, ya que es sospechosa del crimen de Beatriz Prats. Encuentran en la computadora de Eli varios correos no enviados en los que deja ver su odio hacia la difunta esposa de Alberto Torres. Natalia despierta en una habitación que se localiza en la Ciudad de México y conoce a la cabecilla de la red de trata de personas. Daniel y Mónica llegan al lugar donde los rusos tuvieron secuestrada a Natalia. Daniel se ve obligado a confesarle que hace días atrás lo mandaron para que la matara. |                         |                           |                      |
| 7 | «Un nuevo sospechoso»   | 8 de octubre de 2019      | 0.84                 |
| Uno de los hombres de la red de trata de personas donde Natalia está secuestrada la ayuda a escapar asesinando a dos de sus compañeros. Daniel le revela a Mónica no saber quién fue el que lo contrató para eliminarla. Urrutia recibe unas notas del periódico en donde descubre que Álex fue sospechoso de la muerte de una joven en México hace varios años. Le reclama cara a cara que es un asesino. Allí, Mónica descubre su aparente relación pasional. Mónica y Daniel llegan al puerto donde Natalia fue llevada y trasladada a México. Álex se entrega a la policía tras confesar qué mató a Beatriz Prats, ya que eran amantes. |                         |                           |                      |
| 8 | «Destino final»         | 9 de octubre de 2019      | 0.82                 |
| 9 | «Intuición»             | 10 de octubre de 2019     | 0.81                 |
| 10 | «Cara a cara»           | 11 de octubre de 2019     | 0.82                 |

## Premios y nominaciones

### Premios PRODU 2020
| Categoría       | Nominados                           | Resultados |
| --------------- | ----------------------------------- | ---------- |
| Mejor productor | Marcos Santana Ana Paula Valdovinos | Ganadores  |